# Il Natale di Paperino sul Monte Orso
Il Natale di Paperino sul Monte Orso (Christmas on Bear Mountain) è una storia a fumetti realizzata da Carl Barks e pubblicata per la prima volta su Four Color n. 178 del dicembre 1947. Con questa storia Barks inizia a configurare l'universo narrativo del gruppo di personaggi gravitanti intorno a Paperino; vi comparve per la prima volta il personaggio di Paperon de' Paperoni, destinato a divenire un'icona del fumetto mondiale. È stata pubblicata anche coi titoli Paperino sul Monte Orso e Paperino e il Natale sul Monte Orso.

## Storia editoriale
In un'intervista del 1962, Barks disse che non aveva pensato di rendere Paperone un personaggio ricorrente all'epoca: "Avevo solo bisogno di uno zio ricco per la storia che avrei fatto. Ho pensato a questa situazione di Paperino che aveva a che fare con il Natale e che si imbatteva in un orso sulle montagne. Qualcuno doveva possedere questa baita in cui stava andando, quindi ho inventato zio Paperone come proprietario della baita". Barks ampliò questo concetto in un'intervista del 1975, affermando che inizialmente, essendo incaricato di realizzare una storia natalizia, aveva pensato a un vecchio zio ispirato all'Ebenezer Scrooge del Canto di Natale, e che gradualmente tutti gli altri elementi gli erano venuti in mente in seguito: "È così che si costruiscono queste storie. Ho un sacco di cose che devono entrare in una storia, e quindi continuo a cercare le gag migliori che ci possano stare. È come cucire insieme i pezzi di una maglietta".

## Trama
Per Paperino e i suoi nipotini si prospetta un Natale parecchio sottotono: Paperino non ha infatti i soldi per i regali, e nemmeno per il pranzo. Nel frattempo, il loro ricco zio Paperone medita sul Natale, che lui odia, così come odia tutti al mondo; ma si vorrebbe divertire, come quelli che fanno i regali, così decide di farne uno a Paperino, se, però, questi sarà in grado di superare una prova di coraggio. Invita quindi il nipote e Qui, Quo e Qua a trascorrere qualche giorno nel suo villino di montagna, sul Monte Orso, con l'intenzione di mascherarsi da orso e apparire all'improvviso per mettere alla prova dei nipoti. Ignari dei piani dello zio, Paperino e i nipotini accettano l'invito e si recano sul Monte Orso, trovando, come promesso, il villino pieno di doni e di leccornie.
Quella stessa sera una tormenta di neve costringe zio Paperone a ritardare di un po' l'attuazione del proprio piano, e mentre i paperi festeggiano la vigilia di Natale, un piccolo orsetto e mamma orsa prendono possesso del villino. I quattro tentano invano di cacciarli via e Paperino sviene accanto alla mamma orsa addormentata, mentre i nipotini se la prendono con l'orsetto, reo di avergli rubato i pattini trovati fra i regali. In quel momento, dopo che la tempesta si è placata, arriva lo zio Paperone vestito da orso che vedendo il furioso inseguimento di Qui, Quo e Qua e scambiando lo svenimento di Paperino per la dimostrazione di un coraggio tale da farlo addirittura dormire con gli orsi, il riccone li invita a un colossale banchetto natalizio. Quando regala a Paperino una pelle d'orso, e questi sviene di nuovo, Paperone quasi capisce la verità, ma viene convinto dai nipotini che Paperino ha apprezzato talmente tanto il dono da perdere conoscenza.

## Edizioni
La storia venne pubblicata per la prima volta negli Stati Uniti su Four Color n. 178 del dicembre 1947; successivamente ha ottenuto diverse ristampe. È stata pubblicata anche in varie nazioni europee oltre che in Australia, Brasile, Cile, Cina, Guyana, Indonesia, Malaysia e Messico. In Italia fu pubblicata per la prima volta su Topolino in 8 parti, dal n. 677 del 7 febbraio 1948 al n. 684 del 27 marzo; in tale versione, le cui vignette furono ridimensionate e rimontate per il formato del periodico, furono aggiunte nel finale sei vignette ricavate da due tavole domenicali del 1941 di Al Taliaferro (con dei testi inventati per l'occasione). La stessa versione fu usata per le successive ristampe fino al 1979, tranne per quella pubblicata su Topolino n. 455 del 16 agosto 1964: in tale edizione, infatti, l'ambientazione della storia fu spostata in primavera cambiando i dialoghi ed eliminando alcune vignette. Dagli anni 1980 la storia viene ristampata prevalentemente in edizioni corrette.

## Influenza culturale e sequel
Dopo questa prima storia di Paperone, Barks decise che era un personaggio interessante e che voleva svilupparlo di più. Ciò portò alla storia del 1948 Paperino e il segreto del vecchio castello e a tutte le storie di Paperone a venire.
Nel 1987 Lars Bergström (soggettista), Tom Anderson (sceneggiatore) e Daniel Branca (disegnatore) realizzarono la storia sequel di produzione danese Zio Paperone e un altro Natale sul Monte Orso, in cui Paperone invita l'intera famiglia dei paperi a passare il Natale con lui nella baita.
Il Natale di Paperino sul Monte Orso fu il riferimento principale di Don Rosa per la storia del 1994 Il papero più ricco del mondo, ultimo capitolo della serie a fumetti La saga di Paperon de' Paperoni. Con tale storia, che si svolge prima dell'ultima tavola di quella di Barks, Rosa mostra il motivo del cambiamento nell'atteggiamento di Paperone rispetto alle prime vignette; in essa infatti si vede come Paperone riprende i contatti con i suoi nipoti, perdendo il suo carattere acido e ritornando allegro dopo aver sventato con loro un attacco della Banda Bassotti.
Su Topolino n. 2717 del 19 dicembre 2007, dopo che nel numero precedente era stata ristampata la storia di Barks (sebbene nella versione ambientata in estate), fu pubblicata un'altra storia sequel dal titolo Zio Paperone in.. Un altro Natale sul Monte Orso, scritta da Tito Faraci e disegnata da Giorgio Cavazzano, in cui Paperone, aiutato da Zio Natale, torna indietro nel tempo per riprovare a spaventare Paperino durante il suo soggiorno nella baita, senza tuttavia riuscirci.
La situazione iniziale della vicenda viene utilizzata come incipit della storia del 2024 Zio Paperone e il decino dell'infinito, in cui però l'incontro tra Paperone e i nipoti non si verifica, generando una realtà alternativa.